# Jan Ješek Ptáček z Pirkštejna
Jan Ješek Ptáček z Pirkštejna (1338 – 1390) byl český a moravský šlechtic. 

## Život
Jan zdědil hrad Sloup a Polná a později získal také město Rataje nad Sázavou s oběma hrady, spodní hrad přejmenoval na Pirkštejn. V tom čase začal používat jméno Ptáček, jehož užívání pokračovalo v jeho rodu i nadále.
Přibližne kolem jeho padesátého roku života se narodil jeho syn Jan Ptáček z Pirkštejna. 
Brzy na to se vrátil do Polné, zemřel ke konci 14. století.

## Odkaz
Na osobnosti jeho syna Jana Ptáčka je založen charakter Jan Ptáček, postava z videohry Kingdom Come: Deliverance z roku 2018. V ději zasazeném do roku 1403 je Jan čekatelem na dosažení plnoletosti na úkor strýce Hanuše z Lipé.